# Julius Skutnabb
Julius Ferninand Skutnabb, född 12 juni 1889 i Helsingfors och död 26 februari 1965 i Helsingfors, var en finländsk hastighetsåkare på skridskor. Med fyra olympiska medaljer är han en av de främsta utövarna av sin idrottsgren i Finland.